# Campeonato Mineiro Segunda Divisão
Il Campeonato Mineiro Segunda Divisão è il terzo e ultimo livello calcistico nello stato del Minas Gerais, in Brasile.

## Stagione 2019
- Araguari (Araguari)
- Atlético de Três Corações (Três Corações)
- Betim Futebol (Betim)
- Betis (Ribeirão das Neves)
- Boston City (Manhuaçu)
- Coimbra B (Belo Horizonte)
- Figueirense (São João del-Rei)
- Inter de Minas (Uberlândia)
- Mamoré (Patos de Minas)
- Minas Boca (Sete Lagoas)
- SE Patrocinense (Patrocínio)
- Pirapora (Pirapora)
- Pouso Alegre (Pouso Alegre)
- Santarritense (Santa Rita do Sapucaí)
- União Luziense (Santa Luzia)
- Valadares (Governador Valadares)

## Albo d'oro
| Anno | Campione (città)                      | Vice (città)                      |
| ---- | ------------------------------------- | --------------------------------- |
| 1994 | Guarani (Divinópolis)                 | Sete de Setembro (Belo Horizonte) |
| 1995 | Social (Coronel Fabriciano)           | Montes Claros (Montes Claros)     |
| 1996 | Ateneu (Montes Claros)                | Venda Nova (Belo Horizonte)       |
| 1997 | Sete de Setembro (Belo Horizonte)     | Fabril (Lavras)                   |
| 1998 | Passos (Passos)                       | Ipatinga (Ipatinga)               |
| 1999 | Ateneu (Montes Claros)                | Alfenense (Alfenas)               |
| 2000 | CA Patrocinense (Patrocínio)          | América (Alfenas)                 |
| 2001 | Paraisense (São Sebastião do Paraíso) | Ituiutabana (Ituiutaba)           |
| 2002 | Tombense (Tombos)                     | União Araxá (Araxá)               |
| 2003 | Unit (Uberlândia)                     | Democrata FC (Sete Lagoas)        |
| 2004 | Olympic (Barbacena)                   | CA Patrocinense (Patrocínio)      |
| 2005 | Juventus (Minas Novas)                | Varginha (Varginha)               |
| 2006 | Tombense (Tombos)                     | Formiga (Formiga)                 |
| 2007 | Araxá (Araxá)                         | Itaúna (Itaúna)                   |
| 2008 | Funorte (Montes Claros)               | América (Teófilo Otoni)           |
| 2009 | Mamoré (Patos de Minas)               | Tombense (Tombos)                 |
| 2010 | Nacional EC (Nova Serrana)            | SE Patrocinense (Patrocínio)      |
| 2011 | Araxá (Araxá)                         | Social (Coronel Fabriciano)       |
| 2012 | Minas Futebol (Sete Lagoas)           | Democrata FC (Sete Lagoas)        |
| 2013 | Nacional FC (Uberaba)                 | Montes Claros (Montes Claros)     |
| 2014 | CAP Uberlândia (Uberlândia)           | Nacional AC (Muriaé)              |
| 2015 | Uberaba (Uberaba)                     | Formiga (Formiga)                 |
| 2016 | Tupynambás (Juiz de Fora)             | Betinense (Betim)                 |
| 2017 | Ipatinga (Ipatinga)                   | Democrata FC (Sete Lagoas)        |
| 2018 | Coimbra (Belo Horizonte)              | Athletic (São João del-Rei)       |
| 2019 | Pouso Alegre (Pouso Alegre)           | Betim Futebol (Betim)             |

## Titoli per squadra
| Squadra          | Città                    | Titoli |
| ---------------- | ------------------------ | ------ |
| Araxá            | Araxá                    | 2      |
| Ateneu           | Montes Claros            | 2      |
| Tombense         | Tombos                   | 2      |
| CAP Uberlândia   | Uberlândia               | 1      |
| Coimbra          | Belo Horizonte           | 1      |
| Funorte          | Montes Claros            | 1      |
| Guarani          | Divinópolis              | 1      |
| Ipatinga         | Ipatinga                 | 1      |
| Juventus         | Minas Novas              | 1      |
| Mamoré           | Patos de Minas           | 1      |
| Nacional EC      | Nova Serrana             | 1      |
| Nacional FC      | Uberaba                  | 1      |
| Olympic          | Barbacena                | 1      |
| Paraisense       | São Sebastião do Paraíso | 1      |
| Passos           | Passos                   | 1      |
| CA Patrocinense  | Patrocínio               | 1      |
| Pouso Alegre     | Pouso Alegre             | 1      |
| Sete de Setembro | Belo Horizonte           | 1      |
| Social           | Coronel Fabriciano       | 1      |
| Tupynambás       | Juiz de Fora             | 1      |
| Uberaba          | Uberaba                  | 1      |
| Unit             | Uberlândia               | 1      |